# Obbia
Obbia (in somalo Hobyaa) è una città portuale della Somalia, al centro della costa del Benadir, nella regione di Mudugh. Storicamente è stato uno dei centri principali della costa somala, anche se in epoca moderna la sua importanza è calata notevolmente, soprattutto a causa dello sviluppo di Mogadiscio.
Il nome della città letteralmente significa qui c'è acqua, e la ricchezza d'acqua potabile nella zona è stato l'elemento che ha determinato lo sviluppo della città.

## Storia
Il porto di Obbia si sviluppò a partire dal XII secolo come importante stazione di transito per i mercanti arabi e i pellegrini diretti verso La Mecca, e soprattutto come luogo di approvvigionamento di acqua potabile. In questo periodo soppiantò l'antica Opone (corrispondente all'attuale centro di Hafun, o Dante), come centro principale della costa somala.
Durante il tardo medioevo (dal XV al XVII secolo), Obbia fu il principale porto commerciale dell'Impero Ajuuraa, un potente stato musulmano sviluppatosi lungo il corso dello Uebi Scebeli, tra l'Ogaden e l'attuale Somalia. Al crollo dello stato Ajuuraa, a Obbia si affermò un omonimo Sultanato, ora alleato ora in lotta con gli altri sultanati della regione, tra cui il sultanato di Mogadiscio e quello di Migiurtinia.
Tuttavia, alla fine del XVII secolo gli Hiraab si ribellarono con successo contro il Sultanato di Ajuran e stabilirono un Hiraab Imamato indipendente[3] Secondo Bernhard Helander dell'Università di Uppsala, "l'Imam di Hiraab è una posizione ereditaria che tradizionalmente è detenuta da una persona del ramo primogenito."
Lee Cassanelli nel suo libro The Shaping of Somali society fornisce un quadro storico dell'imamato Hiraab. Lui scrive:
"Secondo la tradizione orale locale, l'imamato Hiraab era una potente alleanza di gruppi strettamente imparentati che condividevano un lignaggio comune sotto le divisioni del clan Gorgaarte. Si ribellò con successo contro il Sultanato Ajuran e stabilì un governo indipendente per almeno due secoli dal diciassettesimo secolo e oltre.[3]
L'alleanza coinvolgeva i capi dell'esercito e i consiglieri di Habar Gidir e Duduble, un Fiqhi/Qadi di Sheekhaal e l'Imam era riservato al ramo Mudulood che si ritiene fosse il primogenito. Una volta stabiliti, l'Imamato governava i territori dalla valle di Shabeelle, le province di Benaadir, le aree del Mareeg fino alle terre aride di Mudug[3]
I centri agricoli di Eldher e Harardhere coltivavano sorgo e fagioli, allevavano cammelli, bovini, capre e pecore, mentre legni aromatici ed uva passa erano le principali esportazioni. Importavano riso, e vestiti. I mercanti venivano a Hobyo anche per acquistare tessuti, metalli preziosi e perle. Molte merci venivano raccolte lungo il fiume Shabelle. L'importanza crescente di città site più a sud come Mogadiscio hanno ulteriormente rafforzato la prosperità di Hobyo, poiché sempre più navi si sono fatte strada lungo la costa somala.[3]
L'ultimo Sultano di Hobyo fu Ducaale Kahiye che mando' in esilio Kenadid che non piaceva agli occupanti italiani.